# Catàleg infraroig
L'acrònim IRC fa referència al Infrared Catalog, del que es va publicar un catàleg preliminar l'any 1969 per la NASA (SP-3047), obra de Neugebauer i Leighton, com a Caltech infrared catalog, posteriorment, l'any 1975 es publicà l'obra de O. L. Hansen i V. M. Blanco: Classificació de 831 fonts de dos micròmetres del cel al sud de +5 graus (Classification of 831 two-micron sky survey sources south of +5 degrees).